# Софія Тишкевич
Софія Тишкевич (*д/н —1617/1618) — українська аристократка часів Речі Посполитої. Не слід плутати з іншою Софією Заславською, сестрою її діда Кузьми Заславського.

## Життєпис
Походила з впливового князівського роду Заславських гербу Баклай. Донька князя Януша Заславського та Маріани Чаплич-Шпанівської. Народилася десь наприкінці 1550-х років. У 1561 році втратила матір, а 1562 року — батька. Опинилася під опікою Григорія Ходкевича.
Між 1585 та 1588 роками вийшла заміж за Теодора Тишкевича. Висувається гіпотеза, що вона була перед тим одружена з Олександром Богдановичем Загоровським, втім з огляду генеалогію Загоровським напевне сталася плутанина, оскільки її родичка Софія Заславська була одружена з Олехною Богдановичем Загоровським, а Олехна родинне зменшення ім'я Олександр. З огляду на це натепер вважається, що єдиним чоловіком Софія Заславської молодшої був Тишкевич. У шлюбі народила 3 дітей.
Разом з чоловіком була ревною православною. Не підтримала перехід Теодора Тишкевича в унію, що сталося 1603 року. Була меценаткою Люблінського братства. Померла у 1617 або 1618 році.

## Родина
Чоловік —Теодор Фридерик Тишкевич. 
Діти:
- Самуїл (1588—1620)
- Януш (1590—1649), дипломат
- Єронім (після 1590—після 1620)
- Барбара Христина